# Anyphaena leidashi
Espèce
Anyphaena leidashi est une espèce d'araignées aranéomorphes de la famille des Anyphaenidae.

## Distribution
Cette espèce est endémique du Jiangxi en Chine,. Elle se rencontre dans la ville-district de Jinggangshan.

## Description
Le mâle holotype mesure 3,43 mm et la femelle paratype 4,48 mm.

## Systématique et taxinomie
Cette espèce a été décrite par Yao et Liu en 2024.

## Publication originale
- Wang, Tang, Yao, Huang & Liu, 2024 : « A survey of tube spiders (Araneae, Anyphaenidae) from Jinggangshan National Nature Reserve, Jiangxi Province, China. » Biodiversity Data Journal, vol. 12, no e133875, p. 1-13 (texte intégral).